# Marie-Agnès Annequin-Plantagenet
Marie-Agnès Annequin-Plantagenet (Chevillon, França, 12 de setembre de 1960) és una exfutbolista francesa. Jugava com a defensa.

## Carrera
Va debutar als 14 anys en l'Sporting Club Marnaval. El 23 de setembre de 1979 va debutar amb la Selecció femenina de futbol de França contra Irlanda. En el seu segon partit amb la selecció va jugar com a davantera i va marcar tres gols contra Gal·les. El 1979 va fitxar per l'Stade de Reims i es va proclamar campiona de Lliga. Després d'estar un any sense jugar va signar pel VGA Saint-Maur, club en el qual va guanyar sis nous títols de lliga. El seu últim partit amb la selecció va ser contra la Selecció femenina de futbol d'Alemanya, amb una derrota per 2-0. En total va disputar 25 partits amb la selecció, dels quals 11 van ser oficials.

## Clubs
| Club                   | País   | Any         |
| ---------------------- | ------ | ----------- |
| Sporting Club Marnaval | França | 1974-1979   |
| Stade de Reims         | França | 1979 - 1980 |
| VGA Saint-Maur         | França | 1981 - 1991 |